# Turn- und Sportverein München von 1860 1963-1964
Questa voce raccoglie le informazioni riguardanti il Turn- und Sportverein München von 1860 nelle competizioni ufficiali della stagione 1963-1964.

## Stagione
Nella stagione 1963-1964 il Monaco 1860, allenato da Max Merkel, concluse il campionato di Bundesliga al 7º posto. In Coppa di Germania il Monaco 1860 perse la finale dall'Eintracht Francoforte.

## Rosa
| N. |                     | Ruolo | Calciatore       |
| -- | ------------------- | ----- | ---------------- |
|    | Germania (bandiera) | P     | Fritz Herrnleben |
|    | Serbia (bandiera)   | P     | Petar Radenković |
|    | Serbia (bandiera)   | D     | Stevan Bena      |
|    | Germania (bandiera) | D     | Hans Humpa       |
|    | Germania (bandiera) | D     | Otto Luttrop     |
|    | Germania (bandiera) | D     | Günter Rahm      |
|    | Germania (bandiera) | D     | Hans Reich       |
|    | Germania (bandiera) | D     | Rudolf Steiner   |
|    | Germania (bandiera) | D     | Alfons Stemmer   |
|    | Germania (bandiera) | D     | Manfred Wagner   |
|    | Germania (bandiera) | D     | Rudolf Zeiser    |

| N. |                     | Ruolo | Calciatore          |
| -- | ------------------- | ----- | ------------------- |
|    | Germania (bandiera) | C     | Peter Grosser       |
|    | Germania (bandiera) | C     | Hans Küppers        |
|    | Germania (bandiera) | A     | Werner Anzill       |
|    | Germania (bandiera) | A     | Hans Auernhammer    |
|    | Germania (bandiera) | A     | Rudolf Brunnenmeier |
|    | Germania (bandiera) | A     | Alfred Heiß         |
|    | Germania (bandiera) | A     | Wilfried Kohlars    |
|    | Germania (bandiera) | A     | Berti Kraus         |
|    | Germania (bandiera) | A     | Hans Rebele         |
|    | Germania (bandiera) | A     | Rolf Thommes        |

## Organigramma societario
Area tecnica
- Allenatore: Max Merkel
- Allenatore in seconda:
- Preparatore dei portieri:
- Preparatori atletici:

## Calciomercato

### Sessione estiva
| Acquisti | Acquisti      | Acquisti          | Acquisti |
| R.       | Nome          | da                | Modalità |
| -------- | ------------- | ----------------- | -------- |
| C        | Peter Grosser | Bayern Monaco     |          |
| A        | Berti Kraus   | Kickers Offenbach |          |
| D        | Otto Luttrop  | Westfalia Herne   |          |
| A        | Rolf Thommes  | SpVgg Lindau      |          |

| Cessioni | Cessioni | Cessioni | Cessioni |
| R.       | Nome     | a        | Modalità |
| -------- | -------- | -------- | -------- |

### Sessione invernale
| Acquisti | Acquisti    | Acquisti  | Acquisti |
| R.       | Nome        | da        | Modalità |
| -------- | ----------- | --------- | -------- |
| D        | Stevan Bena | Vojvodina |          |

| Cessioni | Cessioni | Cessioni | Cessioni |
| R.       | Nome     | a        | Modalità |
| -------- | -------- | -------- | -------- |

## Risultati

### Bundesliga

#### Girone di andata
| Arbitro: | Fritz |

|                  |           |             |
| Brunnenmeier 17’ | Marcatori | 74’ Gerwien |

| Arbitro: | Deuschel |

|                           |           |                             |
| Sturm 16’, 80’ Cyliax 27’ | Marcatori | 8’ Küppers 49’, 63’ Grosser |

| Arbitro: | Lutz |

|                        |           |                                          |
| Auernhammer 55’ (rig.) | Marcatori | 48’ Overath 66’ (rig.) Sturm 77’ Schäfer |

| Arbitro: | Tschenscher |

|            |           |             |
| Arnold 24’ | Marcatori | 17’ Küppers |

| Arbitro: | Leidag |

|                                                 |           |  |
| Stemmer 50’ (rig.) Brunnenmeier 63’ Küppers 76’ | Marcatori |  |

| Arbitro: | Pooch |

|                           |           |  |
| Kubek 40’, 82’ Krämer 64’ | Marcatori |  |

| Arbitro: | Kreitlein |

|                                            |           |  |
| Brunnenmeier 1’, 27’, 55’ Kohlars 43’, 46’ | Marcatori |  |

| Arbitro: | Mathieu |

|                                                      |           |  |
| Seeler 19’ (rig.), 22’, 76’ Dörfel 38’ Giesemann 72’ | Marcatori |  |

| Münster 26 ottobre 1963, ore 15:30 CET 9ª giornata | Preußen Münster | 0 – 0 referto | Monaco 1860 | Preußenstadion (25 000 spett.)\| Arbitro: \| Fritz \| |
| Arbitro:                                           | Fritz           |               |             |                                                       |

| Arbitro: | Schulenburg |

|                                                                       |           |           |
| Kraus 42’, 72’, 84’ Küppers 65’ Grosser 66’ Heiß 75’ Brunnenmeier 78’ | Marcatori | 37’ Rinas |

| Arbitro: | Deuschel |

|          |           |  |
| Heiß 89’ | Marcatori |  |

| Arbitro: | Tschenscher |

|                                            |           |                              |
| Kraus 11’ Horn 17’ Stein 57’, 62’ Kreß 72’ | Marcatori | 14’ Kraus 69’ (rig.) Stemmer |

| Arbitro: | Lutz |

|                          |           |                  |
| Libuda 17’ Matischak 28’ | Marcatori | 83’ Brunnenmeier |

| Arbitro: | Niemeyer |

|            |           |                                 |
| Rebele 71’ | Marcatori | 48’ Waclawiak 79’ Klimaschefski |

| Arbitro: | Baumgärtel |

|                                  |           |                  |
| Meyer 44’, 86’ Thun 57’ Soya 64’ | Marcatori | 26’ Brunnenmeier |

#### Girone di ritorno
| Arbitro: | Malka |

|  |           |             |
|  | Marcatori | 22’ Kohlars |

| Arbitro: | Gusenburger |

|                                                              |           |           |
| Kohlars 27’ Kraus 31’, 39’ Brunnenmeier 43’, 47’ Küppers 76’ | Marcatori | 3’ Brungs |

| Arbitro: | Zimmermann |

|                              |           |                  |
| Sturm 35’ (rig.) Schäfer 64’ | Marcatori | 14’, 57’ Kohlars |

| Arbitro: | Spiewak |

|             |           |             |
| Kohlars 27’ | Marcatori | 64’ Waldner |

| Arbitro: | Schörnich |

|                       |           |                         |
| Neumann 15’ Prins 68’ | Marcatori | 51’ (rig.) Brunnenmeier |

| Monaco di Baviera 31 marzo 1964, ore 20:15 CET 21ª giornata | Monaco 1860 | 0 – 0 referto | Meidericher | Stadion an der Grünwalder Straße (37 000 spett.)\| Arbitro: \| Hager \| |
| Arbitro:                                                    | Hager       |               |             |                                                                         |

| Arbitro: | Baumgärtel |

|                         |           |                           |
| Strehl 22’ Billmann 87’ | Marcatori | 32’ Brunnenmeier 60’ Heiß |

| Arbitro: | Weyland |

|                                                                          |           |                      |
| Heiß 4’, 8’ Brunnenmeier 16’, 57’, 80’ Kohlars 49’, 89’ Küppers 59’, 75’ | Marcatori | 9’ Dörfel 71’ Seeler |

| Arbitro: | Deuschel |

|                                        |           |                 |
| Luttrop 51’ Brunnenmeier 60’ Kraus 80’ | Marcatori | 35’ Pohlschmidt |

| Arbitro: | Regely |

|             |           |                            |
| Vollmar 51’ | Marcatori | 8’ Auernhammer 81’ Luttrop |

| Arbitro: | Sparing |

|             |           |  |
| Metzger 20’ | Marcatori |  |

| Arbitro: | Handwerker |

|             |           |           |
| Grosser 53’ | Marcatori | 50’ Kraus |

| Arbitro: | Zimmermann |

|                                                                  |           |          |
| Luttrop 10’, 79’ Kraus 41’ Grosser 44’ Heiß 53’ Kohlars 56’, 76’ | Marcatori | 38’ Berz |

| Arbitro: | Spiewak |

|                                      |           |                 |
| Rühl 23’ Altendorff 58’ Steinert 80’ | Marcatori | 3’ Brunnenmeier |

| Arbitro: | Fork |

|                                         |           |               |
| Luttrop 4’ Brunnenmeier 56’, 79’ (rig.) | Marcatori | 45’, 77’ Thun |

### Coppa di Germania
| Arbitro: | Fritz |

|                              |           |  |
| Brunnenmeier 53’ Kohlars 79’ | Marcatori |  |

| Arbitro: | Seekamp |

|                                       |           |                       |
| Brunnenmeier 6’, 84’ Kohlars 13’, 42’ | Marcatori | 8’ Kiefaber 56’ Prins |

| Arbitro: | Zimmermann |

|                  |           |                           |
| Hesse 14’ (rig.) | Marcatori | 15’ Grosser 23’, 57’ Heiß |

| Arbitro: | Malka |

|           |           |                                                      |
| Kautz 72’ | Marcatori | 85’ Kraus 94’ Luttrop 100’ Brunnenmeier 109’ Küppers |

| Arbitro: | Malka |

|                              |           |  |
| Kohlars 43’ Brunnenmeier 63’ | Marcatori |  |

## Statistiche

### Statistiche di squadra
| Competizione      | Punti | In casa | In casa | In casa | In casa | In casa | In casa | In trasferta | In trasferta | In trasferta | In trasferta | In trasferta | In trasferta | Totale | Totale | Totale | Totale | Totale | Totale | DR  |
| Competizione      | Punti | G       | V       | N       | P       | Gf      | Gs      | G            | V            | N            | P            | Gf           | Gs           | G      | V      | N      | P      | Gf     | Gs     | DR  |
| ----------------- | ----- | ------- | ------- | ------- | ------- | ------- | ------- | ------------ | ------------ | ------------ | ------------ | ------------ | ------------ | ------ | ------ | ------ | ------ | ------ | ------ | --- |
| Bundesliga        | 31    | 15      | 9       | 4       | 2       | 49      | 16      | 15           | 2            | 5            | 8            | 17           | 34           | 30     | 11     | 9      | 10     | 66     | 50     | +16 |
| Coppa di Germania | -     | 3       | 3       | 0       | 0       | 8       | 2       | 2            | 2            | 0            | 0            | 7            | 2            | 5      | 5      | 0      | 0      | 15     | 4      | +11 |
| Totale            | 31    | 18      | 12      | 4       | 2       | 57      | 18      | 17           | 4            | 5            | 8            | 24           | 36           | 35     | 16     | 9      | 10     | 81     | 54     | +27 |

### Andamento in campionato
| Giornata  | 1 | 2 | 3  | 4  | 5 | 6  | 7 | 8  | 9  | 10 | 11 | 12 | 13 | 14 | 15 | 16 | 17 | 18 | 19 | 20 | 21 | 22 | 23 | 24 | 25 | 26 | 27 | 28 | 29 | 30 |
| --------- | - | - | -- | -- | - | -- | - | -- | -- | -- | -- | -- | -- | -- | -- | -- | -- | -- | -- | -- | -- | -- | -- | -- | -- | -- | -- | -- | -- | -- |
| Luogo     | C | T | C  | T  | C | T  | C | T  | T  | C  | C  | T  | T  | C  | T  | T  | C  | T  | C  | T  | C  | T  | C  | C  | T  | T  | C  | C  | T  | C  |
| Risultato | N | N | P  | N  | V | P  | V | P  | N  | V  | V  | P  | P  | P  | P  | V  | V  | N  | N  | P  | N  | N  | V  | V  | V  | P  | N  | V  | P  | V  |
| Posizione | 5 | 7 | 11 | 12 | 7 | 11 | 9 | 11 | 11 | 9  | 8  | 10 | 11 | 11 | 12 | 11 | 11 | 11 | 11 | 12 | 11 | 11 | 9  | 9  | 7  | 7  | 7  | 7  | 7  | 7  |

Legenda:

Luogo: C = Casa; T = Trasferta. Risultato: V = Vittoria; N = Pareggio; P = Sconfitta.

### Statistiche dei giocatori
| Giocatore       | Bundesliga | Bundesliga | Bundesliga  | Bundesliga | Coppa di Germania | Coppa di Germania | Coppa di Germania | Coppa di Germania | Totale   | Totale | Totale      | Totale     |
| Giocatore       | Presenze   | Reti       | Ammonizioni | Espulsioni | Presenze          | Reti              | Ammonizioni       | Espulsioni        | Presenze | Reti   | Ammonizioni | Espulsioni |
| --------------- | ---------- | ---------- | ----------- | ---------- | ----------------- | ----------------- | ----------------- | ----------------- | -------- | ------ | ----------- | ---------- |
| W. Anzill       | 2          | 0          | 0           | 0          | 0                 | 0                 | 0                 | 0                 | 2        | 0      | 0           | 0          |
| H. Auernhammer  | 8          | 2          | 0           | 0          | 0                 | 0                 | 0                 | 0                 | 8        | 2      | 0           | 0          |
| S. Bena         | 0          | 0          | 0           | 0          | 0                 | 0                 | 0                 | 0                 | 0        | 0      | 0           | 0          |
| R. Brunnenmeier | 29         | 19         | 0           | 0          | 5                 | 5                 | 0                 | 0                 | 34       | 24     | 0           | 0          |
| P. Grosser      | 18         | 5          | 0           | 0          | 4                 | 1                 | 0                 | 0                 | 22       | 6      | 0           | 0          |
| A. Heiß         | 27         | 6          | 0           | 0          | 5                 | 2                 | 0                 | 0                 | 32       | 8      | 0           | 0          |
| F. Herrnleben   | 0          | 0          | 0           | 0          | 0                 | 0                 | 0                 | 0                 | 0        | 0      | 0           | 0          |
| H. Humpa        | 7          | 0          | 0           | 0          | 0                 | 0                 | 0                 | 0                 | 7        | 0      | 0           | 0          |
| W. Kohlars      | 24         | 11         | 0           | 0          | 5                 | 4                 | 0                 | 0                 | 29       | 15     | 0           | 0          |
| B. Kraus        | 17         | 8          | 0           | 1          | 5                 | 1                 | 0                 | 0                 | 22       | 9      | 0           | 1          |
| H. Küppers      | 21         | 7          | 0           | 0          | 2                 | 1                 | 0                 | 0                 | 23       | 8      | 0           | 0          |
| O. Luttrop      | 30         | 5          | 0           | 0          | 5                 | 1                 | 0                 | 0                 | 35       | 6      | 0           | 0          |
| P. Radenković   | 30         | 0          | 0           | 0          | 5                 | 0                 | 0                 | 0                 | 35       | 0      | 0           | 0          |
| G. Rahm         | 1          | 0          | 0           | 0          | 0                 | 0                 | 0                 | 0                 | 1        | 0      | 0           | 0          |
| H. Rebele       | 7          | 1          | 0           | 0          | 0                 | 0                 | 0                 | 0                 | 7        | 1      | 0           | 0          |
| H. Reich        | 7          | 0          | 0           | 0          | 0                 | 0                 | 0                 | 0                 | 7        | 0      | 0           | 0          |
| R. Steiner      | 30         | 0          | 0           | 0          | 5                 | 0                 | 0                 | 0                 | 35       | 0      | 0           | 0          |
| A. Stemmer      | 17         | 2          | 0           | 0          | 5                 | 0                 | 0                 | 0                 | 22       | 2      | 0           | 0          |
| R. Thommes      | 1          | 0          | 0           | 0          | 0                 | 0                 | 0                 | 0                 | 1        | 0      | 0           | 0          |
| M. Wagner       | 30         | 0          | 0           | 0          | 5                 | 0                 | 0                 | 0                 | 35       | 0      | 0           | 0          |
| R. Zeiser       | 24         | 0          | 0           | 0          | 4                 | 0                 | 0                 | 0                 | 28       | 0      | 0           | 0          |